# Rio Băloasa
O Rio Băloasa é um rio da Romênia afluente do rio Lung (Timiş), localizado no distrito de Caraş-Severin.